# Kýla
Kýla (lat. hernia) je vakovité vychlípení pobřišnicové dutiny, do něhož se přesouvá část břišních orgánů, tzn. že dojde k abnormálnímu přesunu orgánu do prostoru, kde se rozhodně nemají nacházet. Souvislé vystlání pobřišnicí odlišuje kýlu od výhřezu. Kýly vznikají na místech snížené odolnosti břišní stěny. Zmenšení odolnosti je dáno anatomickým uspořádáním stěny a proto se kýly vyskytují povětšinou v typických lokalizacích, často v místech mezisvalových štěrbin či pooperačních jizev. U každé kýly rozlišujeme kýlní branku, kýlní vak a obsah kýly. Lékařský obor, který se kýlami zabývá, se jmenuje herniologie.

## Kýlu tvoří
- kýlní vak,  vyklenutá pobřišnice obalující vytlačované orgány dutiny břišní.
- kýlní branka, defekt či oslabení stěny břišní kudy se orgány dutiny břišní tlačí ven.
- kýlní obsah, teoreticky se mohou v kýle vyklenout všechny orgány dutiny břišní kromě slinivky, nejčastějším obsahem kýly je střevo nebo tuková předstěra dutiny břišní.

## Příčiny vzniku kýly
Kýly mohou být vrozené, postihuje často novorozence s nízkou porodní hmotností (do 1 kg), nejčastěji se jedná o kýlu pupeční nebo tříselnou. U získaných kýl se často uvádí určitá daná „méněcennost“ tkání, například vaziva. Kýla se může objevit u lidí, kteří náhle změní svoji tělesnou hmotnost ať už ve smyslu přírůstku nebo naopak úbytku. Ke vzniku kýly mohou vést stavy, kdy se zvyšuje tlak v dutině břišní – usilovný kašel, zácpa, obtížné močení při zvětšené prostatě, těhotenství, rostoucí objem tekutiny v břiše při poškození jater. Také závažnější poranění stěny břišní, kterým je i operační rána, může ve svém důsledku vést ke kýle.

## Prevence
Obecně jsou možnosti prevence vzniku kýly omezené. Na prvním místě se doporučuje zdravá životospráva, vyvarování se stavů uvedených výše, nekouřit, léčit dlouho trvající kašel, pečovat o pravidelnou stolici, udržet volné močení, zachovat si odpovídající tělesnou hmotnost bez větších výkyvů, přiměřená fyzická aktivita s posilováním břišních svalů, vhodná je např. rychlá chůze, rekreační běh, jízda na kole.

## Druhy kýly
- Pravá kýla – vyklenující se orgán je krytý pobřišnicí (tzv. kýlní vak)
- Nepravá kýla neboli průtrž – zde pobřišnice chybí, např. u defektu stěny v důsledku úrazu
- Vrozená kýla – od narození, vzniká na podkladě vývojové anomálie
- Získaná kýla – během života, např. spolupůsobením zvýšeného nitro-břišního tlaku (kašel, zácpa)
- Zevní kýla – kýla viditelná zvenčí, zvýšený tlak z břicha působí proti oslabenému místu ve stěně břišní, nejčastější kýla tříselná (79%), pupeční (5%), stehenní, kýla v jizvě
- Vnitřní kýla – útroby se vsunou do záhybu pobřišnice v dutině břišní, nikoliv navenek, např. brániční kýla
- Reponibilní kýla – kýlu lze vpravit zpět do dutiny břišní, zpravidla na počátku vzniku kýly
- Nereponibilní kýla – kýlu již nelze vrátit do břicha kvůli značné velikosti kýly, srůstům v kýle nebo při uskřinutí kýly

## Kýla a její vyšetření
Kýla se zpravidla projeví vyklenutím nebo bolestí (často pacienty označovanou jako pálivá) v oslabeném místě stěny břišní, zejména při zapojení břišního lisu (např. zakašlání). Postupně lze nahmatat hladký ohraničený útvar, který lze zatlačit zpátky do břicha pokud je kýla volná. V případě uskřinutí (tzv. inkarcerace) je takovýto útvar silně bolestivý na dotyk, nelze jej vrátit zpět a postupně narůstají příznaky provázející porušenou střevní činnost (zvracení, zástava odchodu plynů a stolice). Pocit nafouklého břicha s pocitem na zvracení může provázet i velké kýly, zejména pokud v kýle vzniknou srůsty.

## Vyšetření kýly a stanovení správné diagnózy
Při podezření na výskyt kýly je nejlepším řešením vyhledat odborné lékařské ošetření. Praktický lékař kýlu diagnostikuje buď sám nebo odesílá nemocného ke specialistovi – chirurgovi. Lékař zpravidla provede vyšetření podezřelého místa ve stoje i vleže, a při zapojení břišního lisu – je nutno zakašlat nebo tlačit do konečníku jako při stolici. V případě nejasného nálezu lze klinické vyšetření doplnit některou ze zobrazovacích metod – ultrazvuk, CT počítačová tomografie, magnetická rezonance. Tyto metody také pomáhají určit jiné možné příčiny potíží – kýlu může připomínat zvětšená mízní uzlina, nezhoubný nádor měkkých tkání (např. tukový), vodní kýla, atypicky uložené varle v třísle. Bolesti se mohou přenášet od páteře, z úponů svalů a šlach. Pokud se ani poté kýla či jiná porucha neprokáže, lékař většinou doporučí sledovat nález formou ambulantních kontrol. Potíže mohou časem spontánně vymizet nebo se kýla zřetelně projeví. Při značném podezření na kýlu, zejména pokud je provázena výraznou bolestivostí, je definitivní diagnostickou metodou operační revize. Operace, často laparoskopická v celkové narkóze, jednoznačně určí zda se jedná o kýlu či nikoliv a zároveň problém vyřeší.

## Léčba
Operace je jedinou správnou a účinnou léčebnou metodou kýly, ať už v celkové narkóze či v místním znecitlivění. Výjimky (tzv. kontraindikace) k plánované operaci tvoří pouze např. závažně interně nemocní pacienti, lidé trpící pokročilým nádorovým onemocněním či těhotné ženy. V případě uskřinuté kýly však žádné výjimky k operaci neplatí, vždy je nutná neodkladná operace. V případě pupeční kýly u dětí je velká pravděpodobnost (cca 70–80 %), že kýla do 3–4 let věku sama vymizí. Konzervativní (neoperační) postup je užití kýlních pásů v případě, že pacienta nelze operovat (viz kontraindikace) nebo pokud pacient z různých důvodů operaci odmítá.

## Operace kýly
Operace kýly resp. tříselné kýly patří mezi nejčastější výkony prováděné na odděleních všeobecné chirurgie. V České republice tříselnou kýlou trpí až 5 lidí ze 100, ročně je v ČR odoperováno téměř 30 tisíc pacientů s diagnózou kýly. Celosvětově se toto číslo pohybuje kolem 20 milionů operací (z toho v USA přibližně 1 milion operací za rok).
V ČR vznikají specializovaná tzv. kýlní centra zabývající se touto problematikou, lékaři center (herniologové) garantují dodržování standardních postupů v léčbě kýl, prosazují nejnovějších poznatky medicíny v oblasti chirurgického řešení kýly a využívají moderní materiály spolu se špičkovou technikou. V praxi to pro pacienta znamená zkušeného operatéra s vysokým počtem provedených kýlních operací, velký výběr moderních operačních postupů a materiálů, často v režimu krátkodobého pobytu ve zdravotnickém zařízení. V mnoha zahraničních zdravotnických zařízeních (dnes už ojediněle i domácích) se můžeme setkat s nabídkou ambulantní operace v lokální anestezii, po které pacient ihned odchází domů.

### Klasická, otevřená metoda operace
V celkové narkóze či místním znecitlivění operatér vede řez přes kůži v místě kýly, ozřejmí defekt ve stěně břišní (tzv. kýlní branku), zkontroluje obsah kýly a defekt buď primárně zašije nebo častěji posílí oslabené místo použitím síťky z umělého materiálu. Síťku si lze představit jako záplatu tvořenou jednotlivými oky kudy prorůstají buňky tvořící novou pevnou tkáň. Průměrně za 90–120 dní se část materiálu tvořící síťku většinou rozpadne, ubývá tím cizorodého materiálu v těle pacienta. Použití síťky podporuje obecně preferovanou zásadu tzv. beznapěťové plastiky kýly (metoda tension free), jelikož při sblížení okrajů defektu jejich prostým sešitím vzniká vždy určité napětí a to může být jedna z hlavních příčin znovuvytvoření kýly (tzv. recidiva kýly).

### Laparoskopická metoda operace
zpravidla technicky náročnější varianta operování a vždy pouze v celkové narkóze, operatér pomocí drobných kožních řezů zavede do břicha kameru a speciálně upravené pracovní nástroje po předchozím naplnění dutiny břišní oxidem uhličitým, operatér vždy sleduje obraz na monitoru. Obecně se jedná o metodu šetrnější k pacientovi, výsledkem je kratší pobyt v nemocnici, rychlejší rekonvalescence a zejména ženy ocení kosmeticky malé jizvy po zákroku. Je však nutné zasahovat do dutiny břišní a hrozí tak nebezpečí vytvoření srůstů.

## Pooperační režim

### Bolest po operaci kýly
- akutní pooperační bolest netrvá zpravidla déle než 3–4 dny
- je vnímána individuálně dle typu kýly a operačního zákroku, věku pacienta, prahu bolesti
- zpočátku zejména při změně tělesné polohy (např. vstávání z lůžka)
- pokud je nutno tlumit bolest léky i po propuštění z nemocnice, doporučuje se jejich užívání v pravidelných časových intervalech k dosažení maximálního léčebného efektu (dostačuje zpravidla první týden po operaci)

### Péče o ránu po operaci kýly
- vhodnější sprchování nežli koupele, ránu opatrně osušit čistým ručníkem (možno použít i fén), nepoužívat silně parfémovaná mýdla či pudry
- vyvarovat se kašlání či kýchání, event. zmírnit napínání stěny břišní lehkým tlakem na operovanou oblast (lze využít dlaň ruky či malý polštář)
- při podezření na zánět rány vyhledejte neprodleně lékařské ošetření na chirurgickém pracovišti, mezi zánětlivé známky patří: výrazný otok a bolestivost rány, její zarudnutí s hřejivým pocitem, výtok z rány, zvýšená tělesná teplota nad 38 stupňů Celsia

### Stravování po operaci kýly
Důležitá je prevence vzniku zácpy, při které dochází k namáhání břišní stěny . Vhodná je tedy strava s vysokým obsahem vlákniny, dostatečný příjem tekutin (ovocné šťávy, neperlivé minerální vody, čaje), omezit dráždivou a nadýmavou stravu.

### Fyzická aktivita po operaci kýly
- celková doba tělesného šetření se doporučuje minimálně 4–6 týdnů po operaci
- vhodná spíše lehká fyzická zátěž (např. procházky), vyvarovat se zvedání těžkých břemen – maximální zátěž do 5 kg, zapojování dolních končetin při zvedání (nikoliv zad)
- řízení motorových vozidel obecně vhodné za 5–10 dní od operace
- sexuální aktivitu vhodné omezit po dobu 1–2 týdnů
- sportovní činnost na vrcholové úrovni (zejména kontaktní sporty) nejdříve za 6–8 týdnů po operaci
- dle typu operace doporučené nošení břišního pásu v rámci běžné fyzické aktivity po dobu 3–4 týdnů, na noc možno pás odkládat

## Návrat do zaměstnání po kýlní operaci
Dle povahy zaměstnání za 2–6 týdnů po operaci: méně fyzicky náročná např. kancelářská činnost umožňuje plný výkon asi za 2–3 týdny, tělesně namáhavá manuální práce nejdříve za 4–6 týdnů od operace.